# Stazione di Shōjaku
La Stazione di Shōjaku (正雀駅?, Shōjaku-eki) è una stazione ferroviaria delle Ferrovie Hankyū situata a Settsu, nella prefettura di Ōsaka.

## Linee
- Ferrovie Hankyū
  - ■ Linea principale Hankyū Kyōto